# يحيى يحيى
يحيى يحيى (مواليد 9 مارس 1967) هو سياسي مغربي، وكان سابقاً عضواً في مجلس المستشارين المغربي، وعمدة سابق لمدينة بني انصار، وكذلك رئيسًا مشاركًا للجنة الصداقة الإسبانية المغربية، يحمل الجنسيتين المغربية والهولندية.

## حياته ومسيرته
ولد يحيى يحيى في مليلية في 9 مارس 1967 لأب مغربي وأم هولندية، درس القانون في جامعة غرناطة، وفي عام 2004 كان عضوا في مجلس المستشارين المغربي، ثم انتمى إلى حزب الاتحاد الاشتراكي للقوات الشعبية، وعُين رئيسا مشاركاً للمجلس الإسباني المغربي في لجنة الصداقة التي أنشأها المجلسان الأعلى في إسبانيا والمغرب، وكان هدفه "تحسين العلاقات بين البلدين الصديقين والمتجاورين وبدء مرحلة جديدة من الحوار"، كان عضوًا في حزب العهد، وفي عام 2009 انتخب رئيسًا لبلدية مدينة بني انصار.
أدين بجرائم في إسبانيا (لحدوث عنف أسرس في منزله في مليلية في 9 نوفمبر 2006) وإيطاليا (كما وصف "تمرد وإصابة" موظف عام، والعنف ضد المرأة، اعتداء الجنسي في 4 أغسطس 2008). ووصفت هذه المشاكل البوليسية والقضائية بأنها مؤامرات من قبل المخابرات الإسبانية والإيطالية لتشويه سمعته، وشارك في الصراع الدبلوماسي بين إسبانيا والمغرب عام 2007 واحتل آبار المياه في مليلية خلال أزمة إخلاء المخيم الصحراوي في أكديم إزيك. كما قاد الهجوم على بينيون دي فيليز دي لا غوميرا في عام 2012.
وفي عام 2014، بعد حكم من النظام القضائي المغربي، استقال من منصب عمدة بني أنصار وحل لجنة تحرير سبتة ومليلية التي كان رئيسًا لها. واستقال من منصب عضو مجلس المستشارين. وفي عام 2015، تعرفت عليه الشرطة في مطار مليلية، لكن لم يُقبض عليه لأنه حل مشاكله مع النظام القضائي الإسباني.